# Selección femenina de fútbol sub-15 de Venezuela
La selección femenina de fútbol sub-15 de Venezuela es el equipo representativo del país en las competiciones oficiales de fútbol de su categoría. Su organización está a cargo de la Federación Venezolana de Fútbol, la cual es miembro de la Confederación Sudamericana de Fútbol y de la FIFA.
La selección femenina de fútbol sub-15 de Venezuela es la encargada de defender al país en los torneos de Fútbol en los Juegos Olímpicos de la Juventud en caso de obtener ésta la clasificación. Su mejor participación en unos Juegos Olímpicos de la Juventud ha sido en la edición de 2014 cuando obtuvo la medalla de plata.

## Historia
Luego de su participación en los Juegos Olímpicos de la Juventud, la Federación Venezolana de Fútbol institucionalizo la categoría sub-15 femenina en el año 2016, que junto a la sub-17 y sub-20 buscan garantizar el debido proceso para llegar a la mayor sin que esos talentos se pierdan en el camino o lleguen sin la preparación adecuada.

## Uniforme
- Uniforme titular: Camiseta vinotinto, pantalón vinotinto, medias vinotinto.
- Uniforme alternativo: Camiseta blanca, pantalón blanca, medias blancas.

## Planteles olímpicos
| Juegos Olímpicos de la Juventud Nankín 2014 | Juegos Olímpicos de la Juventud Nankín 2014 | Juegos Olímpicos de la Juventud Nankín 2014 | Juegos Olímpicos de la Juventud Nankín 2014 | Juegos Olímpicos de la Juventud Nankín 2014 | Juegos Olímpicos de la Juventud Nankín 2014 |
| Dorsal                                      | Jugadora                                    | Posición                                    | PJ                                          | Goles                                       | Equipo                                      |
| ------------------------------------------- | ------------------------------------------- | ------------------------------------------- | ------------------------------------------- | ------------------------------------------- | ------------------------------------------- |
| 1                                           | Nayluisa Cáceres                            | POR                                         | 4                                           | 0                                           | Escuela de Fútbol José Antonio Páez         |
| 2                                           | Yenleidys Caldoza                           | DEF                                         | 3                                           | 0                                           | Semillero La Vinotinto                      |
| 3                                           | Sandra Luzardo                              | DEF                                         | 4                                           | 0                                           | Mérida Country Club                         |
| 4                                           | Fátima Lobo                                 | DEF                                         | 3                                           | 0                                           | Atlético Los Andes                          |
| 5                                           | Iceis Briceño                               | MED                                         | 4                                           | 0                                           | Fufem Aragua                                |
| 6                                           | Nikol González                              | DEF                                         | 3                                           | 0                                           | AFF San Diego                               |
| 7                                           | Olimar Castillo                             | MED                                         | 4                                           | 0                                           | Atlético Yara                               |
| 8                                           | Nathalie Pasquel                            | MED                                         | 4                                           | 3                                           | U.C.V. Aragua                               |
| 9                                           | Deyna Castellanos                           | DEL                                         | 4                                           | 7                                           | Escuela de Futbol Juan Arango               |
| 10                                          | Yuleisi Rivero                              | DEF                                         | 4                                           | 1                                           | Los Cachimbos Fútbol Club                   |
| 11                                          | Leidy Delpino                               | DEL                                         | 3                                           | 0                                           | Academia Fariña                             |
| 12                                          | Valentina Bonaiuto                          | POR                                         | 0                                           | 0                                           | Seca Sport Valencia                         |
| 13                                          | Estefanía Sequera                           | MED                                         | 2                                           | 0                                           | Estudiantes de Guárico Fútbol Club          |
| 14                                          | Hilary Vergara                              | DEF                                         | 4                                           | 1                                           | Polideportivo Máximo Viloria                |
| 15                                          | María Ortegano                              | MED                                         | 1                                           | 0                                           | Valencia Fútbol Club                        |
| 16                                          | Argelis Campos                              | DEL                                         | 3                                           | 1                                           | Sulmona Fútbol Club                         |
| 17                                          | Greisbell Márquez                           | MED                                         | 4                                           | 1                                           | Academia Emeritense Fútbol Club             |
| 18                                          | Katerith Portillo                           | MED                                         | 3                                           | 0                                           | Trujillanos Fútbol Club                     |
| D.T.                                        | Kenneth Zseremeta                           | Kenneth Zseremeta                           | Kenneth Zseremeta                           | Kenneth Zseremeta                           | Kenneth Zseremeta                           |

## Estadísticas

### Juegos Olímpicos de la Juventud
| Año   | Ronda                         | Posición                      | PJ                            | PG                            | PE                            | PP                            | GF                            | GC                            | Goleadora                     |
| ----- | ----------------------------- | ----------------------------- | ----------------------------- | ----------------------------- | ----------------------------- | ----------------------------- | ----------------------------- | ----------------------------- | ----------------------------- |
| 2010  | Sin invitación                | Sin invitación                | Sin invitación                | Sin invitación                | Sin invitación                | Sin invitación                | Sin invitación                | Sin invitación                | Sin invitación                |
| 2014  | Subcampeón                    | 2.º                           | 4                             | 2                             | 1                             | 1                             | 14                            | 8                             | Castellanos: 7                |
| 2018  | No hubo competición de fútbol | No hubo competición de fútbol | No hubo competición de fútbol | No hubo competición de fútbol | No hubo competición de fútbol | No hubo competición de fútbol | No hubo competición de fútbol | No hubo competición de fútbol | No hubo competición de fútbol |
| 2026  | Por definir                   | Por definir                   | Por definir                   | Por definir                   | Por definir                   | Por definir                   | Por definir                   | Por definir                   | Por definir                   |
| Total | 1/2                           | 5.º                           | '4                            | 2                             | 1                             | 1                             | 14                            | 8                             | Castellanos: 7                |

## Palmarés
- Juegos Olímpicos de la Juventud:
  -  Medalla de plata (1): 2014